# Эллипсоид вращения

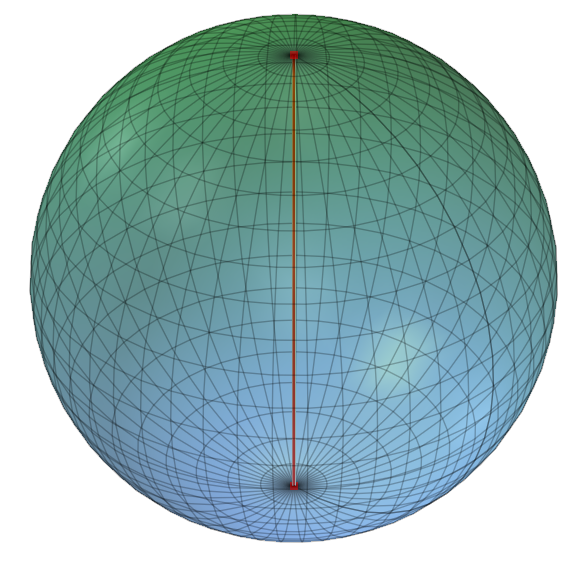
Сфера — нормальный сфероид

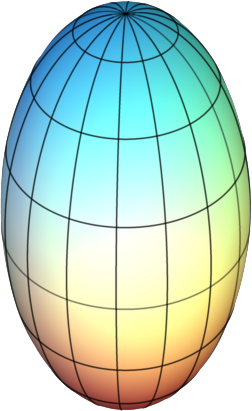
Вытянутый сфероид

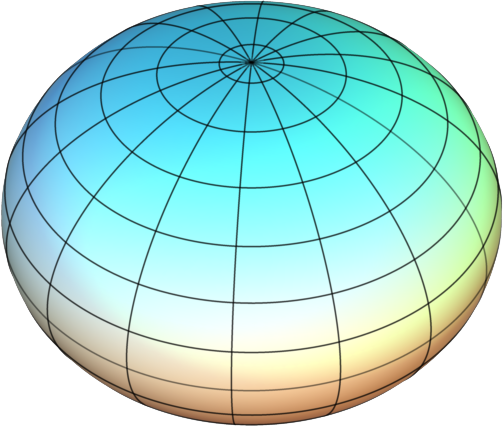
Сплюснутый сфероид

Эллипсо́ид враще́ния (сферо́ид) — поверхность вращения в трёхмерном пространстве, образованная при вращении эллипса вокруг одной из его главных осей.
Термин «сфероид» для обозначения двух вариантов эллипсоида вращения ввёл Архимед:
«… мы полагаем следующее: если эллипс при сохранении неподвижной большей оси поворачивается, возвращаясь в исходное положение, то охватываемая им фигура будет называться вытянутым сфероидом (παραμακες σφαιροιδες). Если эллипс поворачивается при сохранении в неподвижности малой оси и возвращается назад, то охватываемая им фигура будет называться сплюснутым сфероидом (επιπλατυ σφαιροιδες).»
Эллипсоид вращения является частным случаем эллипсоида, две из трёх полуосей которого имеют одинаковую длину ({\displaystyle a_{x}=a_{y}=a}): 
{\displaystyle {\frac {x^{2}}{a_{x}^{2}}}+{\frac {y^{2}}{a_{y}^{2}}}+{\frac {z^{2}}{b^{2}}}={\frac {\rho ^{2}}{a^{2}}}+{\frac {z^{2}}{b^{2}}}=1.}
В частном случае, когда все три полуоси равны, исходный эллипс представляет собой окружность, а эллипсоид вращения вырождается в сферу.

## Вытянутый эллипсоид вращения
Вытянутый эллипсоид вращения (вытянутый сфероид) можно также определить как геометрическое место точек пространства, для которых сумма расстояний до двух заданных точек (фокусов) постоянна.
Зеркало в виде вытянутого эллипсоида вращения обладает следующим свойством: лучи света, исходящие из одного из фокусов эллипсоида, после отражения соберутся в другом фокусе.

## Сплюснутый эллипсоид вращения
Сплюснутый эллипсоид вращения (сплюснутый сфероид) можно также определить как геометрическое место точек пространства, для которых сумма расстояний до ближайшей и до наиболее удалённой точки заданной окружности постоянна.

## Основные формулы
- Площадь поверхности:

- сплюснутый эллипсоид вращения ({\displaystyle a>b}):

{\displaystyle S=2\pi a\left(a+{\frac {b^{2}}{\sqrt {a^{2}-b^{2}}}}\ln \left({\frac {a+{\sqrt {a^{2}-b^{2}}}}{b}}\right)\right)=2\pi a^{2}\left(1+{\frac {1-e^{2}}{e}}\operatorname {Arth} e\right)=2\pi a^{2}+\pi {\frac {b^{2}}{e}}\ln \left({\frac {1+e}{1-e}}\right),} где {\displaystyle e^{2}=1-{\frac {b^{2}}{a^{2}}};}
- вытянутый эллипсоид вращения ({\displaystyle a<b}):

{\displaystyle S=2\pi a\left(a+{\frac {b^{2}}{\sqrt {b^{2}-a^{2}}}}\arcsin \left({\frac {\sqrt {b^{2}-a^{2}}}{b}}\right)\right)=2\pi a^{2}\left(1+{\frac {b}{ae}}\arcsin \,e\right),} где {\displaystyle e^{2}=1-{\frac {a^{2}}{b^{2}}}.}
- Объём:

{\displaystyle V={\frac {4}{3}}\pi a^{2}b}

## Примеры
Форма Земли — с хорошим приближением представляет собой сплюснутый эллипсоид вращения с  {\displaystyle {{\frac {a}{b}}\approx {\frac {301}{299}}}}.

## Применение
Свойство вытянутого эллипсоида вращения отражать лучи, направленные в один из фокусов, в другой фокус, используется в телескопах системы Грегори и в антеннах Грегори.
| |  |
| Слева — радиотелескоп РТ-70, исполненный по системе антенны Грегори. Справа — оптическая схема телескопа Грегори; малое зеркало имеет форму вытянутого эллипсоида вращения |  |